# Олонецький уряд Південної Карелії
Олонецький уряд  (також Тимчасовим Олонецький уряд (фін. Aunusen pīlāiāinān hallitus, кар-лівв. Anuksenlinnun aijalline halličus, рос. Олонецкое правительство), був короткочасною невизнаною державою, створеною 15 травня 1918 року як Олонецький уряд Південної Карелії білими фінами (учасниками громадянської війни у Фінляндії на стороні національного уряду, антикомуністичних і антирадянських сил) для управління південними районами Карелії (Олонецької губернії), які були взяті ними в ході Олонецького походу  в квітні-травні 1918.

## Історія

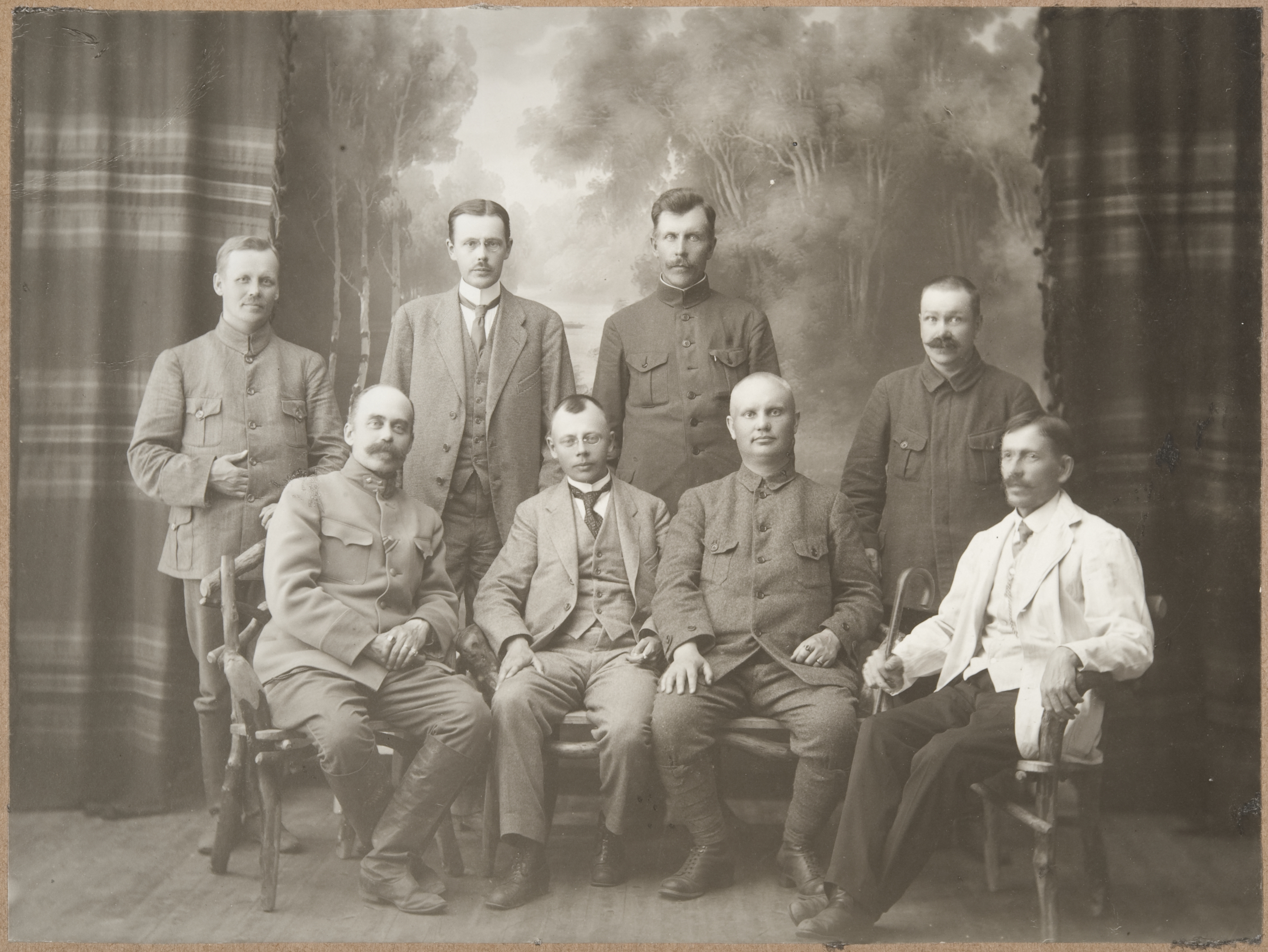
Тимчасовий комітет Олонецького уряду (4 липня 1919 р.).
Стоять: F. K. Röppänen, Paavo Pajula, Nestor L. Eskola, Juho Kujala.
Сидять: Adolf Renvald, Pekka Supinen, Isak Julin, Jaakko Seise

Тимчасовий уряд було створено відразу після звільнення міста Олонець. Уряд, очолюваний суддею О.Окессоном, складався з місцевих представників карельського заможного селянства та підприємців. Основним завданням уряду була сецесія Карелії із складу більшовицької Росії та здобуття незалежності ґрунтуючись на Декларації прав народів Росії, прийнятої у листопаді 1917 року в Петрограді та принципу національного самовизначення, у тому числі з правом відділення в незалежну державу, що було закріплене в Конституції РРФСР (1918). В подальшому планувалося об'єднання південної Карелії з північною Карелією.
Олонецький уряд управлявся заснованим у Гельсінкі Олонецьким комітетом, який відповідав за економічні, територіальні та військові питання. Програма військово-адміністративних заходів щодо звільнення південної Карелії, складена цим комітетом, стала програмою Олонецького уряду та була схвалена урядом Фінляндії 30 червня 1919 року. Олонецький уряд отримав визнання та підтримку з боку Фінляндії, яка надала позику 16 600 000 фінських марок. Під патронажем Олонецького уряду у липні 1919 була створена Олонецької добровольча армія чисельністю близько 2000 осіб, яка служила де-факто військовою силою уряду, а також був організований Олонецький похід. У більшості міст і сіл, які перебували під контролем Олонецького уряду, було створено осередки білої гвардії.
У липні 1919 року уряд було реорганізовано і до його складу запроваджено представників від Фінляндії. Проте, у серпні 1919 року Олонецька добровольча армія зазнала поразки. У жовтні 1920 р. Олонецький уряд об'єднався з Північнокарельською державою, утворивши Карельський об'єднаний уряд

## Символіка
Державна печатка Олонецького тимчасового уряду містила варязький щит, на якому зображено праворуч руку у латах, що тримає срібний меч, ліворуч руку в кольчузі, що тримає шаблю, під ними знаходилися стилізовані переплетені між собою літери «А» та «V ». Герб на щиті оточував напис: «Aunuksen väliaikainen hoitokunta» (Тимчасовий уряд Оунуса).

## Учасники
Склад тимчасового Олонецького уряду на початку липня 1919 року 
- Несторі  Л.Есклда
- Ісак Юлін
- Юхо Куйала
- Пааво Пайюла
- Адольф Ренвальд
- Ф.К. Рьоппанен
- Яаако Сейсе
- Пекка Супінен